# Francisco Bolognesi Bajo
Francisco Bolognesi Bajo, también conocido como Monte Borracho, es un caserío peruano ubicado en el distrito de Las Lomas, perteneciente a la provincia y departamento de Piura, al norte del Perú. 

## Ubicación
Francisco Bolognesi Bajo se ubica al norte de la provincia de Piura, en el distrito de Las Lomas, en el departamento de Piura.

## Demografía
En 2017 Francisco Bolognesi Bajo tenía una población de 166 habitantes.
| Gráfica de evolución demográfica de Francisco Bolognesi Bajo entre 1993 y 2017 |
|                                                                                |
| Fuentes: Población 1993 y 2017                                                 |